# Maria Angela Ardinghelli

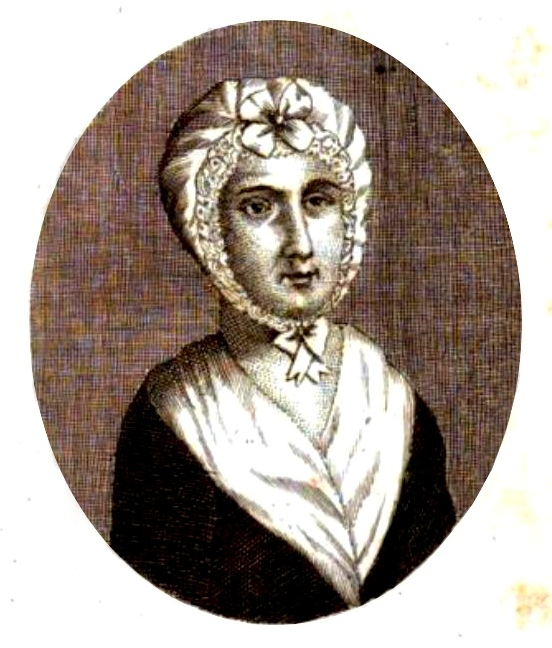
Maria Angela Ardinghelli (1827)

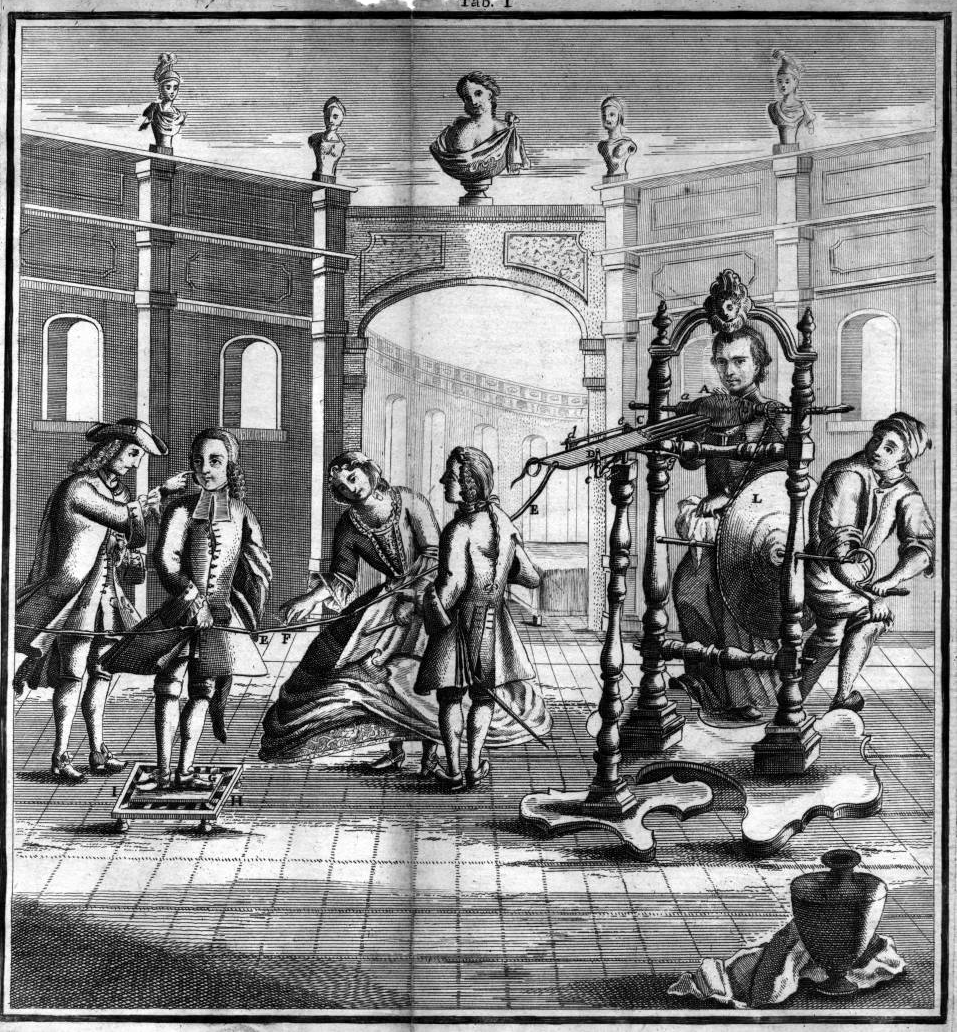
Stich in Petrus Joannes Windler: Tentamina de causa electricitatis, Neapel 1747

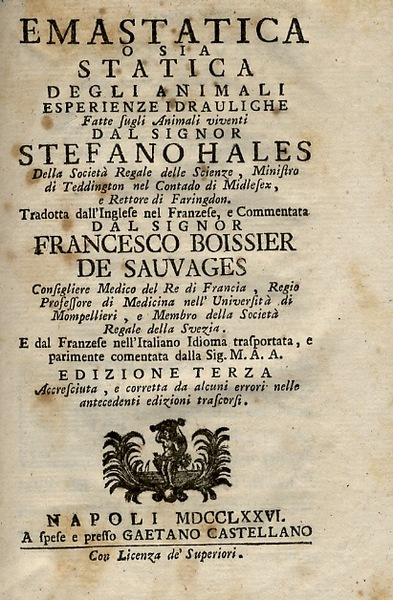
Maria Angela Ardinghellis Übersetzung von Emastatica o sia Statica degli animali esperienze unter dem Pseudonym Sig. M. A. A. (hier ein Nachdruck von 1776)

Maria Angela Ardinghelli (geboren 28. Mai 1728 in Neapel, Königreich Neapel; gestorben 17. Februar 1825 in Neapel, Königreich beider Sizilien) war eine italienische Naturwissenschaftlerin und Übersetzerin.

## Leben
Maria Angela Ardinghelli war die Tochter des Niccolò Ardinghelli und der Caterina Piccillo. Niccolò Ardinghelli wurde wegen seiner nicht standesgemäßen Heirat von seiner, ursprünglich aus dem florentiner Hochadel stammenden, Familie enterbt und verlor seine Adelsprivilegien, Maria war mithin eine Bürgerliche in einer Feudalgesellschaft. Sie erhielt trotzdem eine standes- und zeitgemäße Ausbildung in Latein, Rhetorik und Dichtung und schrieb Sonette und Elegien. Sie wurde in Philosophie und Geometrie bei Giovanni Maria della Torre (1710–1782) und in Mathematik bei Vito Caravelli (1724–1800) ausgebildet.
Zur Einweihung der Biblioteca Tarsia im Palazzo Spinelli di Tarsia 1747 durfte sie eine der Hymnen dichten, ihre war als einzige in Latein verfasst.
Nachdem Petrus Joannes Windler sein elektromagnetisches Kabinett 1747 in Neapel aufgeschlagen und sein Publikum gefunden hatte, wurde in Neapel der Band Tentamina de causa electricitatis gedruckt, auf einem der Stiche wurde Ardinghelli als eine der Versuchspersonen abgebildet. Sie korrespondierte mit Mitgliedern der Pariser Académie des sciences, so mit Alexis Claude Clairaut und Jean-Antoine Nollet, der sie 1749 in Neapel aufsuchte. Nollet adressierte 1753 den ersten Brief seiner Verteidigungsschrift gegen Benjamin Franklin Lettres sur l’électricité an Ardinghelli und machte sie damit weithin bekannt. Sie übersetzte Briefe von Nollet und Buffon ins Italienische. Ardinghelli wurde weiter bekannt durch ihre Übersetzung zweier naturwissenschaftlicher Schriften Stephen Hales’ zur Botanik und Chemie aus der französischen Übersetzung von François Boissier de Sauvages in die italienische Hochsprache, die ab 1750 erschienen.
In Paris hing ein Medaillon mit ihrem Porträt, das Jean-Jacques Caffieri 1755 geschaffen hatte, im Konferenzzimmer der wissenschaftlichen Akademie, was ungewöhnlich war, weil in ihr eigentlich keine Frauen zugelassen waren. Auch aus diesem Grund rechnet Bertucci (2013) sie zu den korrespondierenden Mitgliedern der Académie des sciences, auch wenn ihr dieser Status offiziell nicht zugesprochen werden konnte. Sie nahm am Aufschwung des wissenschaftlichen Lebens am Hof der Könige Carlo di Borbone und Ferdinando I. di Borbone teil. Jérôme Lalande suchte sie bei seiner Italienreise 1765 auf.
Ardinghelli heiratete nach 1765 den Juristen bei der Real Camera di Santa Chiara Carlo Crispo (–1801) und vernachlässigte fortan ihre eigene naturwissenschaftliche Arbeit, um ihn mit ihren Sprachkenntnissen bei seiner juristischen Tätigkeit zu unterstützen. 1768 dichtete sie eine Eloge anlässlich der Heirat des Königs mit Maria Karolina von Österreich. Bei den Revolutionsereignissen 1799 verließen sie Neapel. In der Zeit der napoleonischen Herrschaft kehrte sie zurück und lebte als Witwe bis ins höchste Alter wieder in Neapel.

## Schriften (Auswahl)
- Stephen Hales: Emastatica, o sia Statica degli animali: esperienze idrauliche fatte sugli animali viventi dal signor Hales, … tradotta dall’inglese nel franzese, e commentata dal signor De Sauvages, … e dal franzese nuovamente trasportata nell’italiano idioma. Stamperia Giuseppe Raimondi, Neapel 1750–1752
- Stephen Hales: Statica de’ vegetabili ed analisi dell’aria. Opera del signor Hales … Tradotta dall’inglese con varie annotazioni. Stamperia Giuseppe Raimondi, Neapel 1756
- Beitrag in: Pierre Augustin Boissier de Sauvages: Nosologia methodica sistens morborum classes, genera et species, juxtà Sydenhami mentem & botanicorum ordinem. Amsterdam : sumptibus fratrum De Tournes, 1763[4]
- Observation sur une violente éruption du mont Vesuve le 23 Octobre.1767. In: Mém.Par., 1767.[5]
- Elegia. Nella Raccolta per F Apertura della Libreria del Sìgnor Principe di Tarsia. Neapel, ohne Jahr